# CRO2000 Radio
CRO2000 Radio je radio program hrvatske mladeži u Sydneyu (Australija), koji se emitira od 1992. na FM valovima, na frekvenciji 98,5 MHz. Program se emitira svakog ponedjeljka u 21 h po lokalnom vremenu, u trajanju od jednog sata na privatnoj stanici 2000FM. Format programa je zabavno-muzički i prati se hrvatska pop-rock scena. 

## Vanjske poveznice
- Službene stranice CRO2000 Radio  Arhivirana inačica izvorne stranice od 1. travnja 2010. (Wayback Machine)